# Diritto dell'ambiente
Il diritto dell'ambiente o diritto ambientale è quella branca del diritto che si occupa della tutela e salvaguardia dell'ambiente. Si manifesta a livello sovranazionale, nazionale e regionale.

## Norme cogenti
Le principali leggi in materia ambientale sono le seguenti:
- Regio Decreto n.3267 del 1923 - “Riforma della legislazione in materia di boschi e di terreni montani”
- Legge n.394 del 1991 - "Legge-quadro sulle aree protette"
- Legge n.150 del 1992 - "Disciplina dei reati relativi all'applicazione in Italia della convenzione sul commercio internazionale delle specie animali e vegetali in via di estinzione, firmata a Washington il 3 marzo 1973, di cui alla legge 19 dicembre 1975, n. 874, e del regolamento (CEE) n. 3626/82, e successive modificazioni, nonché norme per la commercializzazione e la detenzione di esemplari vivi di mammiferi e rettili che possono costituire pericolo per la salute e l'incolumità pubblica"
- D.P.R. n.357 del 1997 - "Regolamento recante attuazione della direttiva 92/43/CEE relativa alla conservazione degli habitat naturali e seminaturali, nonché della flora e della fauna selvatiche" che istituisce la rete europea Natura 2000
- Legge n.352 del 2000 - "Legge-quadro sugli incendi boschivi"
- D.Lgs. n.227 del 2001 - "Orientamento e modernizzazione del settore forestale"
- D.Lgs. n.42 del 2004 - "Codice dei beni culturali e del paesaggio"
- D.Lgs. n.152 del 2006 - "Codice dell'ambiente"
- D.Lgs. n.155 del 2010 - "Attuazione della direttiva 2008/50/CE relativa alla qualità dell'aria ambiente e per un'aria più pulita in Europa"
- D.Lgs. n.121 del 2011 - "Attuazione della direttiva 2008/99/CE sulla tutela penale dell'ambiente, nonché della direttiva 2009/123/CE che modifica la direttiva 2005/35/CE relativa all'inquinamento provocato dalle navi e all'introduzione di sanzioni per violazioni." Tale legge inserisce nuovi reati ambientali nel codice penale e introduce la responsabilità delle persone giuridiche per i reati ambientali.
- Codice dell'Ambiente - "Testo aggiornato e coordinato"
- Codice dei beni culturali e del paesaggio - "Testo aggiornato e coordinato"

## Norme volontarie
Accanto alle norme cogenti sussistono altre norme ambientali che non hanno natura legislativa, non sono cioè emanate dal Parlamento (Camera dei Deputati, Senato della Repubblica) o da altra fonte legislativa (ad esempio l'assemblea regionale); questa categoria di norme non cogenti si dicono norme volontarie.

### Norme volontarie diventano norme cogenti
Le norme tecniche espressamente richiamate dall'articolo 10 del D.P.R. n. 203 del 1988 (oggi abrogato e assorbito dal D.lgs. n.152 del 2006) con la dizione “applicazione della migliore tecnologia disponibile”, diventano legge dello Stato: si trasformano cioè da norme volontarie a norme cogenti e obbligano pertanto non solo gli imprenditori che intendono continuare le emissioni ma anche la Regione che non può rilasciare l'autorizzazione correlativa se il soggetto interessato nella scheda tecnica non abbia adeguato il suo depuratore alla tecnologia che in quel momento è la più evoluta.
Quando le norme tecniche non sono recepite dal legislatore, esse non sono vincolanti e quindi non sono obbligatorie. La loro violazione non può costituire fonte di responsabilità giuridica per i trasgressori.
La Cassazione penale tuttavia, in una sua decisione (Cassazione, sez. IV penale, 15 marzo 1988) ha disatteso questa opinione della dottrina e ha ritenuto che la violazione di norme tecniche volontarie (quindi non obbligatorie) costituisca una forma di responsabilità giuridica per il soggetto inosservante, in quanto lo stesso avrebbe violato le norme di prudenza espresse dalla norma tecnica.
Il trasgressore, pur non avendo violato alcuna legge, sarebbe tuttavia un soggetto imprudente e come tale responsabile del danno cagionato. Le norme tecniche sono infatti norme di prudenza e, ancorché non recepite dalla legge e quindi non obbligatorie, non possono essere ignorate dai soggetti che svolgono attività produttive.
Un esempio utile è costituito da una sentenza della Cassazione (Cassazione, sez. I 7 luglio 2000 n. 8094), che ha disatteso l'indirizzo della precedente sentenza del 1988 stabilendo il seguente principio a proposito del reato di emissioni moleste di cui all'art. 674 del Codice penale: quando le emissioni rispettano le norme tecniche recepite dalla legge, e cioè i limiti soglia (cd. parametri di tollerabilità), esse non possono costituire reato.
Ciò perché la legge penale ha recepito le norme tecniche e le ha quindi fatte diventare obbligatorie, e solo la loro violazione può costituire illecito penale.
Quando invece le emissioni rispettose delle norme tecniche cagionano pur tuttavia un fastidio alle persone, si avrà un illecito civile – cioè un illecito che a differenza di quello penale non incide sulla libertà della persona ma solo sul suo patrimonio perché il soggetto è tenuto a risarcire il danno - per violazione dell'articolo 844 del codice civile che sanziona le emissioni quando eccedono la normale tollerabilità.
Risulta dunque evidente che il riferimento alle norme tecniche anche per la Cassazione penale è obbligatorio solo quando esse siano espressamente recepite dalla legge; negli altri casi, varranno criteri diversi dai criteri prevenzionistici o di prudenza enunciati dai parametri tecnici, come appunto il criterio della normale tollerabilità. Ciò comporta che per quei settori ove le norme tecniche non sono obbligatorie dalla legge dello Stato, esse non possono essere fonte di responsabilità giuridica.

### Norme tecniche e limiti soglia (Standard)
Le norme tecniche sono norme volontarie e rappresentano la mediazione fra interessi spesso in conflitto: ad esempio gli interessi dei consumatori e quelli dei produttori.
Le tecnologie più evolute in materia ambientale espresse dalle norme tecniche non sono però direttamente vincolanti per i soggetti che svolgono un'attività produttiva o che utilizzano beni di consumo inquinanti.
Perché una norma tecnica diventi obbligatoria per i soggetti che con la loro attività inquinano, occorre che una legge dello Stato espressamente rinvii, cioè faccia riferimento, alle norme tecniche espressione della tecnologia più evoluta.
L'Ente Nazionale Italiano di Unificazione (UNI) è l'organismo nazionale riconosciuto per svolgere attività normativa tecnica in tutti i settori (compreso quello ambientale) ad esclusione del settore elettrotecnico ed elettronico dei quali si occupa il CEI, Comitato Elettrotecnico Italiano.
Questi sono gli unici Enti normatori nazionali: il loro riconoscimento definitivo è stato effettuato con la legge n. 317 del 21 giugno 1986.
Questi enti sono fonte di norme tecniche, elaborate con il concorso di tutti i soggetti interessati: prontuari, consumatori, pubbliche amministrazioni, rappresentanze sindacali e organismi di ricerca scientifica.

### Norma UNI, ISO 14001
È questo il caso della norma UNI EN ISO 14001, che è una norma tecnica ambientale la quale, se spontaneamente osservata, migliora il sistema di gestione ambientale dell'impresa o organizzazione che l'adotta. Quelle imprese che spontaneamente ritengono di osservare la norma ISO 14001 si sottopongono alla valutazione di un soggetto certificatore esterno alla organizzazione, che verifica periodicamente la capacità dell'impresa di gestire e migliorare le proprie prestazioni ambientali, assicurando anche il rispetto delle norme ambientali.

### Nel diritto comunitario
La Convenzione di Aarhus qualifica l'accesso alle informazioni ambientali alla stregua di un diritto soggettivo. L'accesso del pubblico all’informazione ambientale è regolamentato dalla direttiva 2003/4/CE.